# Anders Brodin (författare)
Anders Brodin, född 26 februari 1956, är en svensk författare och professor i teoretisk ekologi vid biologiska institutionen på Lunds universitet. Brodin har bland annat varit inriktad på minne och kognitionsforskning rörande fåglar och utforskar detta både med hjälp av teoretiska modeller och empiriska försök.
Anders Brodin har forskat kring vissa fågelarters specialiserade hjärnor och deras otroliga minne när det gäller att bygga upp matförråd till vintern och deras strategier för att skydda dessa och hur kan fåglar kan komma ihåg var de gömt maten. Resultat som han bland annat publicerat i sin senaste populärvetenskapliga bok Fångad av fåglar, 2023.
På fritiden är Anders Brodin en hängiven fågelskådare.